# بزمیرآباد
بزمیرآباد، روستایی از توابع بخش مرکزی شهرستان سرپل ذهاب در استان کرمانشاه ایران است.

## مردم
ساکنان این روستا از ایل قلخانی و پیرو آئین یارسان هستند و به زبان کردی سخن می‌گویند.

## جمعیت
این روستا در دهستان پشت‌تنگ قرار دارد و براساس سرشماری مرکز آمار ایران در سال ۱۳۸۵، جمعیت آن ۱,۰۰۰نفر (۱۹۲خانوار) بوده‌است.